# Breganze (vin)
 (août 2018).
Si vous disposez d'ouvrages ou d'articles de référence ou si vous connaissez des sites web de qualité traitant du thème abordé ici, merci de compléter l'article en donnant les références utiles à sa vérifiabilité et en les liant à la section « Notes et références ».
Le Breganze est un vin italien produit dans la région Vénétie doté d'une appellation DOC depuis le 18 juillet 1969. Seuls ont droit à la DOC les vins blancs récoltés à l'intérieur de l'aire de production définie par le décret. 

## Aire de production
Les vignobles autorisés se situent en province de Vicence dans les communes de Bassano del Grappa, Breganze, Fara Vicentino, Lugo di Vicenza, Marostica, Mason Vicentino, Molvena, Montecchio Precalcino, Pianezze, Salcedo, Sandrigo, Sarcedo et Zugliano. Les vignobles se situent sur des pentes des collines entre les fleuves Brenta et Astico (un affluent du Bacchiglione).

## Cépages
Les cépages les plus importants sont :
- Cabernet franc
- Cabernet Sauvignon
- Chardonnay
- Freisa
- Marzemino
- Merlot
- Pinot bianco
- Pinot grigio
- Pinot nero
- Sauvignon
- Tocai friulano
- Vespaiola

## Vins, appellations
Sous l’appellation, les vins suivants sont autorisés :
- Breganze Cabernet
- Breganze Cabernet Sauvignon
- Breganze Cabernet Sauvignon riserva
- Breganze Cabernet Sauvignon superiore
- Breganze Cabernet riserva
- Breganze Cabernet superiore
- Breganze Chardonnay
- Breganze Chardonnay superiore
- Breganze Marzemino
- Breganze Marzemino riserva
- Breganze Marzemino superiore
- Breganze Pinot bianco
- Breganze Pinot bianco superiore
- Breganze Pinot grigio
- Breganze Pinot grigio superiore
- Breganze Pinot nero
- Breganze Pinot nero riserva
- Breganze Pinot nero superiore
- Breganze Sauvignon
- Breganze Sauvignon superiore
- Breganze Torcolato
- Breganze Torcolato riserva
- Breganze Vespaiolo
- Breganze Vespaiolo superiore
- Breganze bianco
- Breganze bianco superiore
- Breganze rosso
- Breganze rosso riserva
- Breganze rosso superiore